# Снігоочисна машина (колійна)

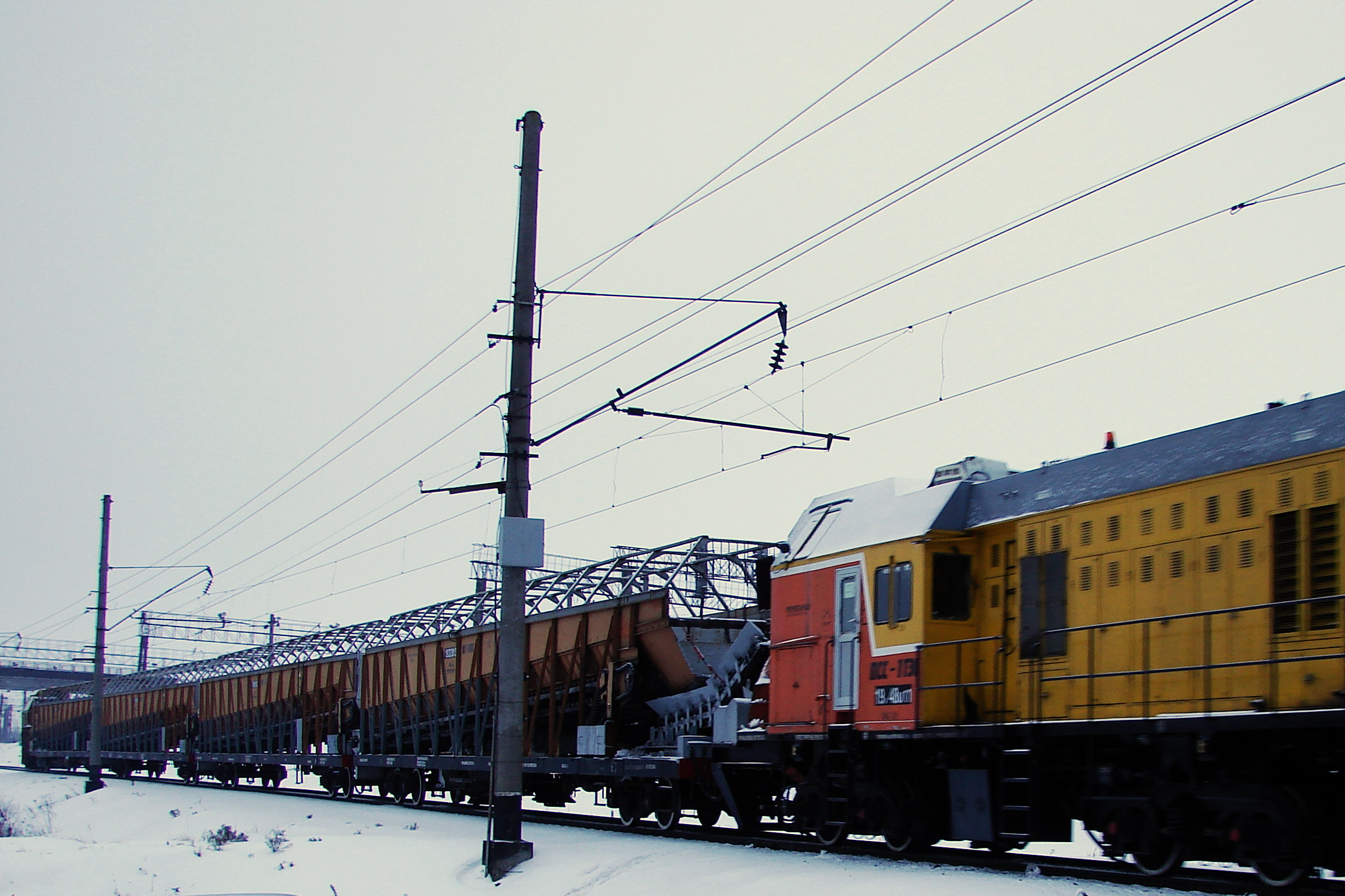
Багатовагонний снігоприбиральний поїзд

Снігоочисна машина — колійна машина для прибирання зі станційних колій та стрілочних переводів снігу та сміття і для транспортування їх до місця вивантаження.

## Історія
Перша снігоприбиральна машина з навантаженням снігу на платформи, що стоять на сусідній колії, була запропонована в Росії 1910 року. У 1930 — 1950-ті роки були поширені снігоприбиральні машини з поздовжнім навантаженням снігу та переміщенням його вздовж поїзда до розвантажувального пристрою. Цей спосіб транспортування снігу зберігся і в снігоприбиральних машинах, що застосовуються на залізницях країн СНД.

## Класифікація
Для очищення шляхів від снігу використовують:
- багатовагонне снігоприбиральні поїзди:
  - причіпні — переміщуються локомотивом, від компресора якого надходить також стиснене повітря в пневмосистему
  - самохідні — у головної машини яких один з візків приводний, з двома тяговими електродвигунами
- одновагонні самохідні снігоприбиральники

## Принцип роботи
На багатовагонних снігоприбиральних машинах в передній частині головної машини знаходиться щітковий барабан (ротор-живильник) або підрізний ніж, розташований поперек колії. Сніг подається на завантажувальний конвеєр, який транспортує його в проміжні піввагони, що стоять за головною машиною, або в бункер, встановлений на головній машині. В обох випадках сніг надходить на пластинчастий конвеєр-накопичувач, стрічка якого рухається зі швидкістю в 10-20 раз меншою, ніж швидкість стрічки завантажувального конвеєра, в результаті чого товщина шару снігу на конвеєрі-накопичувачі в 10-20 раз більше, ніж на завантажувальному конвеєрі і досягає двох метрів. Уздовж проміжних піввагонів проходять похилі пластинчасті конвеєри, що виступають за торцеві стінки, перекриваючи конвеєр сусіднього піввагона, тому сніг переміщається з одного піввагона в інший уздовж всього состава, поки не досягне останнього розвантажувального піввагона. Сколювання льоду та ущільненого снігу здійснюють льодосколювальні пристрої, що знаходяться в середній частині головної машини. Розпушений лід або сніг при другому проході снігоприбиральної машини забирається робочим органом. Для збільшення ширини захоплення попереду машини обабіч рами у вертикальній площині шарнірно кріпляться крила, в робочому положенні розташовані під гострим кутом до осі колії, що зсувають сніг з міжколій у колію. У транспортному положенні крила піднімаються вгору, повертаються і складаються вздовж рами машини в межах габариту. Для поліпшення очищення міжколій головні машини оснащені бічними щітками, розташованими в робочому положенні також під гострим кутом до напрямку руху машини. Якщо бічні щітки знаходяться в середині машини, для очищення колії необхідні два робочі проходи: при першому сніг щітками закидається з міжколій в колію, при другому — сніг забирається робочим органом. На ряді машин бічні щітки разом з приводом кріпляться на задній стороні кожного крила, і машина очищає колію за один прохід. У кінцевому піввагоні є лопатевий розпушувач та поворотний стрічковий конвеєр, який при очищенні колії розміщується під фермою машини, а для розвантаження повертається перпендикулярно фермі. Розпушувач, обертаючись, подає сніг на стрічку поворотного конвеєра, з якого сніг відкидається в сторону на 6-10 метрів.
В одновагонних снігоприбиральних машинах робочі органи (такі само, як у багатовагонних), а також розвантажувальні пристрої знаходяться в одному великовантажному піввагоні. Такі снігоприбиральні машини мають невелику довжину, хорошу маневровість та використовуються головним чином для очищення стрілок та навкологіркових колій. Розвантаження здійснює викидний ротор, що обертається навколо осі, паралельної поздовжній осі машини, і сніг, що подається похилим скребковим конвеєром з пластинчатого конвеєра, відкидається ротором в сторону на 20-30 метрів.

## Літня експлуатація
Влітку снігоприбиральні машини використовуються для прибирання з колії сміття. Щоб зменшити запилювання та поліпшити умови роботи обслуговуючої бригади, до машини причіпляють цистерну, з якої насосом по трубопроводах подається вода, розпорошуючись соплами біля завантажувальних пристроїв.

## СМ-6
Снігоприбиральна самохідна машина СМ-6 призначена для очищення від снігу та засмічувачів станційних колій, стрілочних переводів та горловин залізничної колії, з вантаженням у кузов та механізованим вивантаженням у відведених місцях. Вивантаження може проводитися і безпосередньо при роботі машини, не завантажуючи кузов, через 2-3 колії в ліву чи праву сторони від осі колії.
Технічні характеристики:
- Продуктивність при щільності снігу 0,44 т/м³:
  - живильника — 800 т/ч
  - ротора — 1000 т/ч
- Висота очищуваного шару снігу — макс. 0,8 м³
- Місткість кузова — макс. 100 м³
- Вантажність — не більше 23 т
- Робоча швидкість — 12 км/год
- Транспортна швидкість:
  - самоходом — 40 км/год
  - в складі поїзда — 80 км/год
- Потужність силової установки — 200 кВт
- Дальність відкидання снігу — макс. 30 м
- Ширина очищуваної смуги — макс. 5,3 м
- Заглиблення робочих органів:
  - живильника — 200 мм
  - крил — 80 мм
- Маса — 76 т
- Габаритні розміри, мм:
  - довжина — 25700 мм
  - ширина — 3250 мм
  - висота — 5270 мм

## Перспективи розвитку
Удосконалення снігоприбиральних машин припускає підвищення їхньої продуктивності, збільшення надійності робочих органів, льодосколювальних пристроїв та інших вузлів, а також впровадження автоматичного керування.

## Світ
На залізницях світу застосовуються головним чином снігоприбиральні машини зі шнеко-роторними робочими органами та поперечною подачею снігу (сміття). Для очищення станційних колій широко використовуються снігоприбиральні машини на автомобільному ходу.
Норвезька фірма Overaasen випускає роторну снігоприбиральну машину з мийними щітками та снігометом SK 250.
Технічні характеристики:
- Робоча ширина — 2500 мм
- Робоча висота — максимальна 250 мм
- Дальність відкидання снігу — 15 — 18 м
- Потужність (продуктивність) — 800 тонн/годину
- Діаметр чистильної щітки — 900 мм
- Діаметр робочого лопатевого колеса — 710 мм
- Загальна ширина — приблизно 2700 мм
- Загальна довжина — 2300 мм
- Поворот — поворотна платформа 220°
- Вага — 2 300 кг

## Див також статті
- Снігоочисна техніка